# 夜の傾斜
『夜の傾斜』（よるのけいしゃ）は、1980年9月8日から同年12月29日までテレビ朝日系列の「月曜劇場」枠で放送されたテレビドラマ。全14回（1980年10月6日、10月20日、11月3日は休止）。

## 概要・あらすじ
総会屋に会社を乗っ取られた責任をとって、自ら命を絶った父の復讐のために社長令嬢から総会屋に転身したヒロイン・麻生圭子を中心に、彼女を取り巻く人間関係を、企業ドラマとしてサスペンスタッチで描いた。なお、田中健と古手川祐子は本作での共演をきっかけに結婚している（後に離婚）。
圭子は妹のいづみと一緒に奥日光に出掛けるが、父・達之助が“急病”との知らせを受けて急遽帰京。しかしそこで、父は総会屋の立石に会社を乗っ取られた責任をとって自殺を図ったと知る。圭子は立石への復讐を誓い、自分の邸宅を売却して、伊沢には高額のリベートを匂わせつつ高利の貸付先の紹介を頼み、魚住の自室の一室を事務所として準備、ここを活動拠点として立石関係の企業の株買い占めに乗り出していく。

## キャスト
- 麻生圭子：大原麗子
- 矢代七郎：田中健
圭子の恋人。
- 麻生いづみ：古手川祐子
- 市原：山形勲
市原製薬社長。
- 戸坂：中尾彬
達之助の秘書。
- 小夜子：范文雀
- バーのマダム・芳江：三條美紀
- 菊井：田中明夫
丸菱デパート社長。
- 佐伯：多々良純
丸菱デパートの大口株主。
- 有田：勝部演之
鑑定の権威者。
- 風間：辻萬長
暴力団員で、立石の手先。
- 伊沢：谷啓
協立銀行支店長。
- 吉岡：名古屋章
七郎の会社の社長。
- 立石加奈子：矢沢杏子
立石の娘。
- 牧さゆり：藤波圭子
- 中野：草薙幸二郎
達之助の後任の旭光製糖社長。
- 麻生達之助：細川俊夫
圭子といづみの父で、旭光製糖社長。
- 魚住：加藤嘉
- 大坂志郎
- 立石俊輔：二谷英明

## スタッフ
- 原作：船山馨
- 脚本：山田信夫（全話担当）、重森孝子（第5話 - 14話）
- プロデューサー：須田雄二
- 演出：稲垣健司
- 主題歌：「いちどだけ冒険者」渡辺真知子

## サブタイトル
- 第1話～第5話はサブタイトル無し
- 第6話 「女身を賭けて」　（1980年10月27日）
- 第7話 「仕組まれた罠」　（1980年11月10日）
- 第8話 「閉ざされた復讐」　（1980年11月17日）
- 第9話 「涙の誓い」　（1980年11月24日）
- 第10話 「奪われた唇」　（1980年12月1日）
- 第11話 「新たなる標的」　（1980年12月8日）
- 第12話 「涙の別離」　（1980年12月15日）
- 第13話 「恐怖の監禁」　（1980年12月22日）
- 第14話 「愛・憎・そして…」　（1980年12月29日）